# Eumerus persicus
Eumerus persicus är en tvåvingeart som beskrevs av Stackelberg 1949. Eumerus persicus ingår i släktet månblomflugor, och familjen blomflugor.
Artens utbredningsområde är Iran. Inga underarter finns listade i Catalogue of Life.